# Wenkeův obchodní dům
Obchodní dům obchodníka Wenkeho (obchodní dům A. Wenke a syn) je jednou z prvních realizací architekta Josefa Gočára. Byl vystavěn v letech 1909–1911 ve východočeském městě Jaroměř na zadání místního obchodníka a podnikatele Josefa Wenkeho. Od roku 1947 má v budově sídlo Městské muzeum. Jako přední památka moderní české architektury je stavba na seznamu  národních kulturních památek. 

## Historie
Podnikatel Albert Wenke (1844–1905) založil v roce 1872 v Jaroměři firmu na výrobu a prodej mušlového zboží a ozdobných kartonáží.  Od roku 1911 se rozrostla o velkoobchod a zasílatelský závod, který zásoboval drobné obchodníky v rámci rakouské monarchie a obchodoval i se zámořím. Rodinná firma zaznamenala největší rozmach počátkem 20. století za  působení zakladatelova syna Josefa Wenkeho (1868–1929). Jelikož původní obchodní prostory firmy  nedostačovaly, rozhodl se Josef Wenke postavit moderní budovu, obdobu obchodních domů, které viděl na své  studijní cestě po Evropě. Oslovil mladého progresivního architekta Josefa Gočára a podle jeho projektu  byl v letech 1909–1911 vystavěn  obchodní dům amerického stylu, charakteristický na svou dobu progresivním nenosným průčelím zavěšeným na kovovém roštu a uvolněnou dispozicí. Na realizaci stavby  s Josefem Gočárem spolupracoval jaroměřský stavitel Josef Máša.
Před válkou se Wenkeovi dostali do dluhů, a tak byl dům prodán v roce 1938 v dražbě. Během nacistické okupace bylo zničeno vnitřní vybavení a byly poškozeny malby na stropech. Působila zde pobočka německé firmy Mix & Genest Berlin, továrna na výrobu telegrafních, telefonních a signálních zařízení a rozhlasových přijímačů. Po druhé světové válce získalo v roce 1946 gestapem vyrabovanou budovu město Jaroměř a v roce 1947 se sem nastěhovalo Městské muzeum. Firma A. Wenke a syn byla z obchodního rejstříku vymazána 29. 8. 1950.
V roce 1955 byla část zadního traktu budovy zbořena kvůli výstavbě haly koželužny. V první polovině 60. let se jednalo o navrácení původního účelu do Wenkova domu. Zájem zástupců velkoobchodů v Hradci Králové a Pardubicích ale nakonec polevil z důvodu zbourání části budovy v minulé dekádě. Během 80. let pak proběhla oprava objektu, konkrétně výměna skleněného průčelí a restaurování vnitřních prostor.
Od 3. května 1958 je budova kulturní památkou. Ke dni 1. července 2017 byl obchodní dům Vládou České republiky vyhlášen za národní kulturní památku.
V polovině roku 2020 byla budova předána k rekonstrukci. Netýkala se pouze Wenkeova domu, ale i sousedního objektu, kde byly umístěny muzejní depozitáře. V plánu bylo tento prostor také otevřít veřejnosti v podobě edukační místnosti a nové expozice věnované papírenské výrobě rodiny Wenkeových. Rekonstrukce s sebou nesla i odstraněních nepůvodních prvků na objektu. Jedním z překvapení bylo odkrytí původní xylolitové podlahy. Studii zpracoval architekt David Vávra a projekt společně s Vávrou vytvořil Jiří Hendrych.
Dům je po rekonstrukci otevřen od března 2023. Rekonstrukce byla z 85 % zaplacena z dotace, 5 % poskytl stát, 10 % město Jaroměř a milion korun poskytl také Královéhradecký kraj.

## Popis

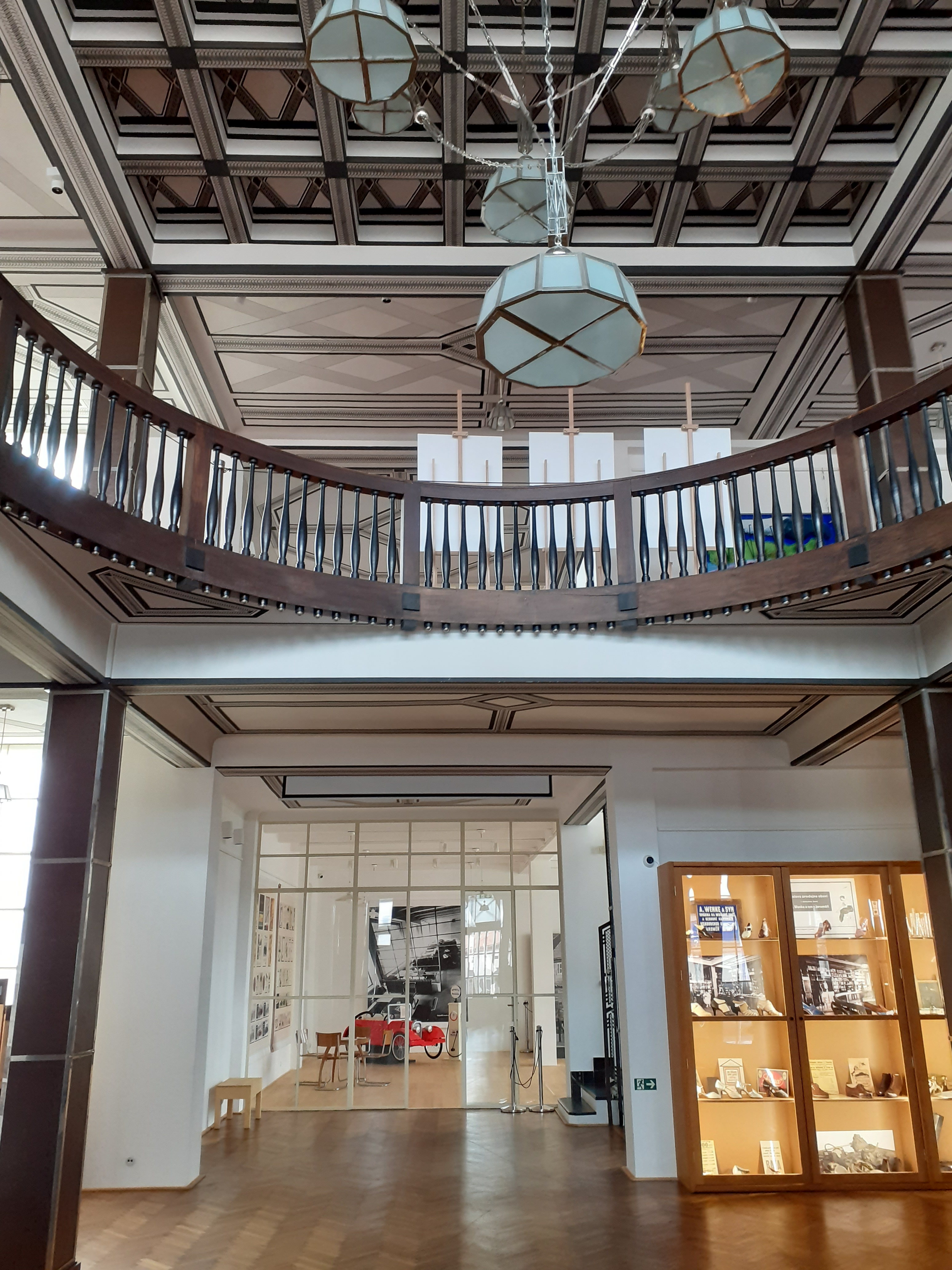
Interiér (stav duben 2024)

Dům je situován v řadové zástavbě na Husově ulici. Jedná se o funkcionalistickou budovu s železobetonovou a sklo-ocelovou konstrukcí.  Uliční průčelí z oceli, skla a keramických obkladů. je vodorovně rozděleno do tří částí. V přízemí je mezi  velkými výkladními skříněmi  hlavní vstup do budovy,  průčelí prvního patra v kombinaci kovu a skla je rozděleno na tři  hlavní části a menší čtvercové plochy. Druhé patro je pojato v klasickém duchu,  s lodžií zakončenou nízkým kovovým zábradlím.  Na překladu  plastický nápis Městské muzeum. 
Interiér kombinuje prvky klasické architektury, secese a tehdy nastupujícího kubismu a vyniká unikátním uspořádáním prosvětleného prostoru.
Přes moderní strohost průčelí je interiér domu překvapivě útulný. Po vstupu do objektu na první pohled zaujme kruhová galerie, díky které se návštěvník rychle orientuje v prostoru celého objektu. Tento motiv je pro Gočárovy interiéry charakteristický. Ztvárnění přízemí je tvořeno kombinací kovu a skla, první podlaží je v klasickém duchu – drobném geometrickém dekoru. Za zmínku stojí také kazetový strop.
Gočár je také autorem vnitřního nábytkového vybavení. Jedním z nejúžasnějších kousků je skleněný „křišťálový“ lustr nebo černohnědé regály.
V domě zůstal zachován původní elektricky poháněný výtah, který byl v  době výstavby  raritou.

### Související stránky
- Městské muzeum v Jaroměři